# Andrew J. Kuehn
Andrew J. Kuehn (Illinois, 24 de setembro de 1937 - Laguna Beach, 29 de janeiro de 2004) foi um produtor e diretor de cinema e televisão norte-americano.
Andrew, no início de carreira, produzia trailers de filmes mas ficou famoso ao produzir e dirigir documentários como, Get Bruce, Terror in the Aisles e Lights, Camera, Annie (documentário para a televisão).
Um dos seus últimos trabalhos foi o programa para a TV, Great Performances.